# Supercontinuum
Un supercontinuum est un phénomène d'optique non linéaire qui correspond à un élargissement de spectre très prononcé à partir d'une onde électromagnétique. Typiquement, on peut créer un supercontinuum en dirigeant un faisceau laser sur un matériau non linéaire : les effets non linéaires élargissent le spectre du faisceau de départ au cours de sa traversée dans le matériau.

## Historique

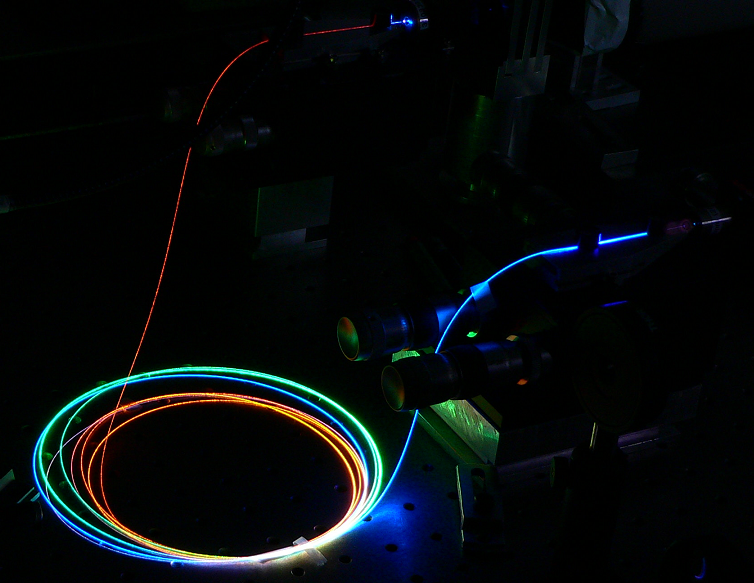
Fibre optique microstructurée dans laquelle un faisceau impulsionnel dans le proche infrarouge crée toutes les longueurs d'onde du visible

Les premières générations de supercontinuum ont eu lieu en 1970 dans des matériaux massifs, à l’aide de lasers impulsionnels. En effet, l’exploitation d’effets non linéaires nécessitait plus d’énergie que n’en pouvaient fournir les lasers continus. L’utilisation d’impulsions plus courtes, en augmentant la puissance crête disponible, permettait de créer plus de longueurs d’onde. Si des élargissements spectraux notables ont été observés dès 1963, l’expérience d’Alfano et Shapiro en 1970 crée un spectre dix fois plus large : des impulsions picosecondes (de l'ordre de 10-12 s) de 5 mJ à 530 nanomètres se propageant dans un verre BK7 (un borosilicate) créent un spectre blanc, couvrant tout le visible. Le terme de « supercontinuum » lui-même n’apparaît pas avant 1984.
Depuis, d’autres milieux ont été testés : la fin des années 1970 et les années 1980 virent de nombreuses expériences dans des fibres optiques, la première étant celle de Lin et Stolen en 1976 : utilisant des impulsions picoseconde dans le visible avec des puissances crêtes de l’ordre du kilowatt, issues d’un laser à colorant, ils obtinrent un supercontinuum s’étalant sur 200 THz vers les longueurs d’onde supérieures à celles de la pompe.
L'avènement des fibres à cristal photonique au cours des années 1990 a suscité un intérêt très vif, en raison de leurs propriétés de confinement accrues et de la possibilité d’adapter leur design pour fournir une dispersion donnée. De plus, la non-linéarité plus forte des fibres permet d’obtenir des effets non linéaires intéressants pour une puissance crête d’impulsion bien plus faible, voire pour des faisceaux continus. Les propriétés non linéaires accrues de ce type de fibre, déjà prédites théoriquement, furent observées expérimentalement en 2000, lorsque Ranka et al. injectèrent des impulsions de 100 fs pour une énergie de quelques nanojoules à 770 nm dans 75 cm d’une fibre à cristal photonique conçue de façon que sa dispersion s’annule autour de 770 nm. Ils obtinrent un supercontinuum s’étendant de 400 à 1500 nm.

## Effets physiques mis en jeu
Le développement d'un supercontinuum est le résultat d'interactions complexes entre plusieurs effets physiques parmi lesquels on peut citer :
- la dispersion ;
- l'automodulation de phase ;
- le mélange à quatre ondes ;
- la diffusion Raman.

## Applications
La recherche en ce domaine trouve de nombreuses applications : outre la fabrication de lasers blancs, utilisables notamment pour le multiplexage en longueur d'onde dans le domaine des télécommunications, les supercontinuums sont utilisés en spectroscopie, en compression d'impulsions, en tomographie, et plus récemment en métrologie. Ils ont mené à l'élaboration d’une nouvelle génération d’horloges optiques utilisant des peignes de fréquences, d’une précision dépassant les 10-15.